# Albert Ooiman
Albert Ooiman (7 de agosto de 1905-6 de junio de 1971) fue un deportista neerlandés que compitió en remo. Ganó dos medallas en el Campeonato Europeo de Remo, plata en 1925 y oro en 1926.

## Palmarés internacional
| Campeonato Europeo | Campeonato Europeo     | Campeonato Europeo | Campeonato Europeo |
| Año                | Lugar                  | Medalla            | Prueba             |
| ------------------ | ---------------------- | ------------------ | ------------------ |
| 1925               | Praga (Checoslovaquia) | Medalla de plata   | Ocho con timonel   |
| 1926               | Lucerna (Suiza)        | Medalla de oro     | Ocho con timonel   |